# مشيرفة الساموك

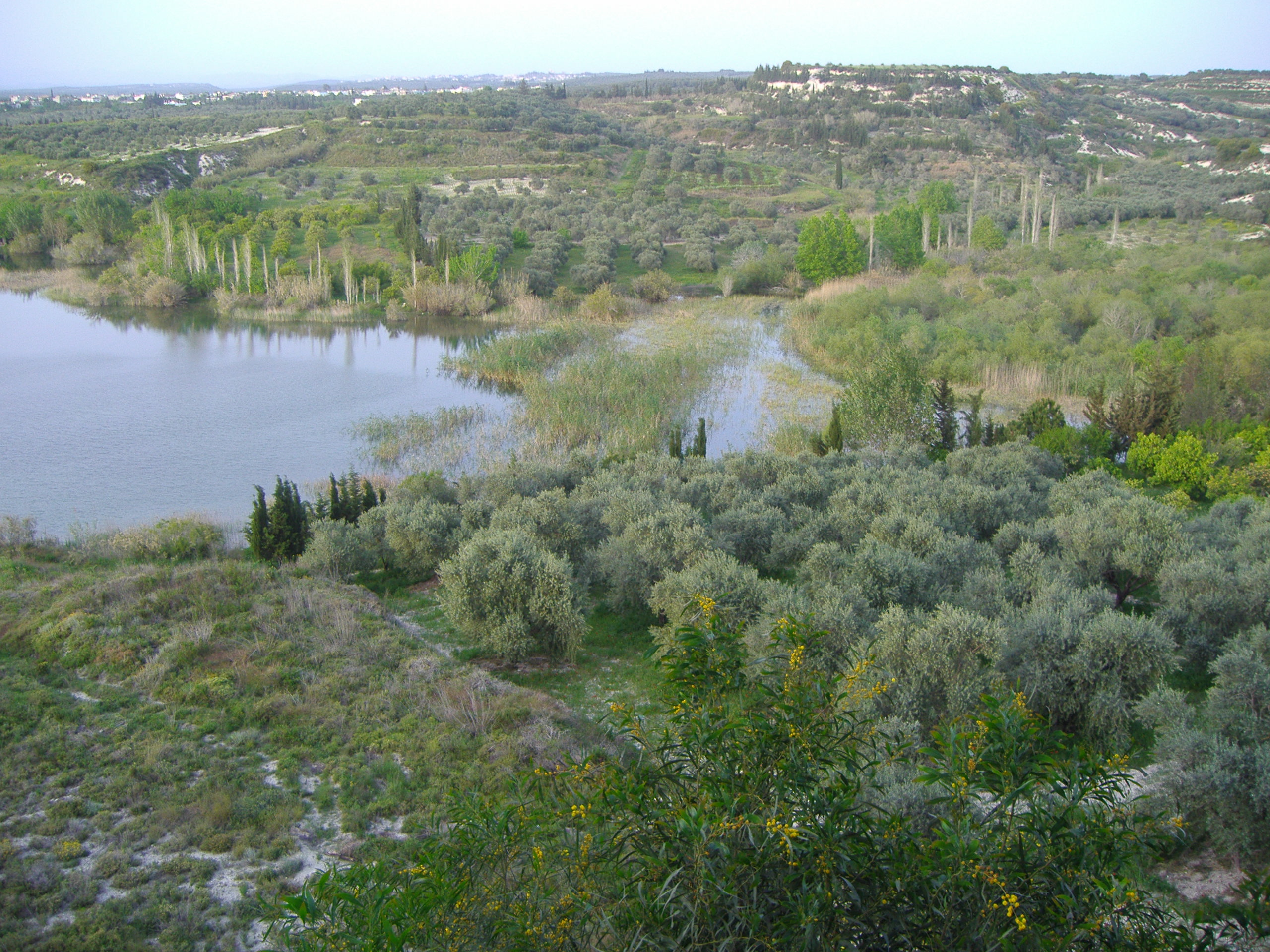
سد القرية

مشيرفة الساموك قرية سورية تقع على بعد حوالي 14 كم شمال اللاذقية على الساحل السوري وتشتهر القرية بزراعة الزيتون والحمضيات، وتحيط بالقرية الخضرة من كل جانب عدد سكانها حوالي 7500 نسمة.

## التسمية
أصل الكلمة يأتي من المكان المرتفع المشرف على مكان رحب واسع، فالقرية تقع في منطقة مرتفعة نسبيًّا بالنَّظر لما حولها، وتُطلّ وتشرف على المكان، والساموك تسمية قديمة وهو الخشبة المركزية في البيت التقليدي القديم في المنطقة.

## التطور العمراني
تشهد القرية تطورا عمرانيًا ويخطط لها أن تُتبع بأحياء مدينة اللاذقية عام 2011 م مع الامتداد العمراني لمدينة اللاذقية وكذلك امتداد القرية العمراني.

## السكان والخدمات
يسكن القرية الكثير من العائلات ومن أشهر العائلات في: آل غفر - آل غانم - آل ريّــا - آل مايلا - آل نوفل - آل مشقوق - آل الكردي - آل درويش - آل ونوس -اّل حزنقور- أل معروف - آل الراهب - آل سکیف وغيرها
ويمتاز أهل هذه القرية بحب الضيوف وكرم الضيافة، ويشتهرون بسهرة المشاوي مساء يوم الخميس بشكلٍ خاص، ويمكن بمجرد زيارة القرية ملاحظة غياب الطابع الريفي عن المكان وتحوله تدريجيًّا إلى المدينة.
تتوفر في القرية كافة الخدمات التعليميَّة والاجتماعيَّة، ومنها: هاتف آلي متطور، وكهرباء، ومياه، وتوجد شبكة صرف صحي منذ القدم وكافة الخدمات، وتتكون القرية من خليط متجانس من الطوائف الإسلامية ووغيرها من الطوائف الأخرى، أما الغالبية الكبرى من السّكّان فهم من الطائفة الإسلامية العلوية.